# Condilo laterale della tibia
Il condilo laterale della tibia è la porzione laterale dell'estremità superiore della tibia.
Serve come l'inserimento per il muscolo bicipite femorale.